# بلمير
بلمير (بالفارسية: بلمیر) هي قرية تقع في قسم زاينده‌رود الشمالي الريفي في إيران. يقدر عدد سكانها بـ 637 نسمة بحسب إحصاء 2016.